# Craighall Castle
Craighall Castle ist eine Burgruine im Dorf Ceres in der schottischen Council Area Fife. Sir Thomas Hope ließ die Burg 1637 erbauen, aber es gab an dieser Stelle bereits vorher einen Turm der früheren Eigentümer des Anwesens. Heute ist die Burg abgerissen und nur wenige Reste der Mauern sind erhalten.

## Geschichte
Das Land gehörte Andrew Kinninmond und seiner Familie, bevor sie es an Sir Thomas Hope verkauften. Hope ließ die Burg 1637 errichten. 1954 wurde der alte Turm entfernt, nachdem der Getreidespeicher der Burg abgebrannt war. Die Burg befand sich insgesamt in sehr desolatem Zustand und wurde 1957 komplett abgerissen. Erhalten geblieben sind nur wenige Mauerreste.

## Architektur
Craighall Castle wurde aus Bruchstein und behauenen Bausteinen errichtet. Die Mauern sind zwischen 1,0 und 1,3 Meter dick. Eine alte Mauer, 10 Meter lang und 3,5 Meter hoch, ist heute noch auf dem Grundstück zu sehen.